# Woodruff (Utah)
Pour les articles homonymes, voir Woodruff.
Woodruff est une ville du comté de Rich dans l’État de l'Utah, aux États-Unis. Sa population est estimée à 169 habitants en 2020.

## Histoire
La fondation de Woodruff daterait de 1865[réf. souhaitée].
La localité est habitée depuis 1870.
Un bureau de poste y est en service depuis 1872.
Son nom se réfère à Wilford Woodruff, quatrième président de l'Église de Jésus-Christ des saints des derniers jours.

## Géographie
Selon le Bureau du recensement des États-Unis, la ville a une superficie totale de 1,4 km2[à vérifier].
Le climat de la région se caractérise par des étés chauds (et souvent humides) et des hivers parfois très froids. Dans la classification de Köppen, Woodruff a un climat continental humide.

## Démographie
La population de la ville passe par un maximum en 1900 avec 487 habitants. 
Elle compte 194 habitants au recensement de 2000. La densité de population est alors de 139 personnes par km2 et la population est 100 % blanche.
Une estimation récente est de 169 habitants en 2020.